# Potton
Potton è un paese di 4 473 abitanti della contea del Bedfordshire, in Inghilterra.